# Gon (manga)
För andra betydelser, se Gon.
Gon är en japansk pantomimserie av Masashi Tanaka och tillika namnet på dess huvudfigur – en liten dinosaurie. Två böcker med serien har givits ut i Sverige av Tago förlag.

## Handling
Den lille dinosaurieungen Gon har överlevt den katastrof som dödade alla hans artfränder och tvingas hitta sätt att överleva i en ny värld där däggdjuren börjar ta över.

## I populärkulturen
Gon finns även som upp-låsbar figur i tv-spelet Tekken 3.